# België op het Eurovisiesongfestival 1969
België nam deel aan het Eurovisiesongfestival 1969 in de Spaanse hoofdstad Madrid. Het was de 14e deelname van het land op het Eurovisiesongfestival. Louis Neefs vertegenwoordigde België met het lied Jennifer Jennings. Hij eindigde op een gedeelde 7e plaats met 10 punten.

## Selectieprocedure
De Nationale finale Songfestival was de Belgische preselectie. De BRT was tevreden over de songfestivalprestatie van Louis Neefs in 1967. De zanger werd dan ook intern aangeduid als kandidaat voor Madrid. In een op televisie uitgezonden finale werden zes liedjes voorgelegd. Die werden gekozen uit 127 inzendingen. In de jury voor de finale zetelde voor het eerst ook iemand van de RTB, naast vertegenwoordigers van onder meer de BRT en SABAM. Zowel jury als pers vonden Jennifer Jennings haast unaniem de beste keuze.

## Uitslag
| Plaats | Artiest     | Lied               |
| ------ | ----------- | ------------------ |
| 1      | Louis Neefs | Jennifer Jennings  |
| 2      | Louis Neefs | Vanessa            |
| 3      | Louis Neefs | Dans mooie vlinder |
| 4      | Louis Neefs | In elke lente      |
| 5      | Louis Neefs | Regenweer          |
| 6      | Louis Neefs | Zo wondermooi      |

1956 · 1957 · 1958 · 1959 · 1960 · 1961 · 1962 · 1963 · 1964 · 1965 · 1966 · 1967 · 1968 · 1969 · 1970 · 1971 · 1972 · 1973 · 1974· 1975 · 1976 · 1977 · 1978 · 1979 · 1980 · 1981 · 1982 · 1983 · 1984 · 1985 · 1986 · 1987 · 1988 · 1989 · 1990 · 1991 · 1992 · 1993 · 1994 · 1995 · 1996 · 1997 · 1998 · 1999 · 2000 · 2001 · 2002 · 2003 · 2004 · 2005 · 2006 · 2007 · 2008 · 2009 · 2010 · 2011 · 2012 · 2013 · 2014 · 2015 · 2016 · 2017 · 2018 · 2019 · 2020 · 2021 · 2022 · 2023 · 2024 · 2025